# Alchemilla deylii
Alchemilla deylii är en rosväxtart som beskrevs av Alexandr Plocek, J. Soják. Alchemilla deylii ingår i släktet daggkåpor, och familjen rosväxter. Inga underarter finns listade i Catalogue of Life.